# Sigfried Möckel
Fritz Sigfried Möckel (* 16. Februar 1923 in Jauer, Niederschlesien; † 7. Oktober 1987 in Eisenach) war ein deutscher Funktionär der DDR-Blockpartei LDPD und von 1961 bis 1974 Bürgermeister in Eisenach.

## Leben
Möckel wurde als Sohn des kaufmännischen Angestellten Fritz Möckel und dessen Frau Margarete (geb. Ludwig) in Jauer, Niederschlesien geboren. Während des Zweiten Weltkrieges wurde er schwer verwundet. Nach einer Ausbildung zum Industriekaufmann studierte er ab 1957 Staatsrecht und Ökonomie im Fernstudium.
Möckel war von 1945 bis zu seinem Tod verheiratet und hatte fünf Kinder.

## Politischer Werdegang
Möckel wurde 1947 Mitglied der LDPD und war in dieser unter anderem im Zentralvorstand sowie hauptamtlich im Sekretariat tätig.
Von 1952 bis 1953 war Möckel Angestellter beim Rat des Kreises Geithain, ab 1953 stellvertretender Vorsitzender des Rates des Kreises Borna und ab 1954 stellvertretender Vorsitzender beim Rat der Stadt Leipzig.
1961 wurde er zum Bürgermeister der Stadt Eisenach berufen. Das 1967 begangene Dreifach-Jubiläum „900 Jahre Wartburg“, „450 Jahre Reformation“ und „150 Jahre Burschenschaftstreffen“ war der Höhepunkt seiner Amtszeit; für seine Verdienste bei Vorbereitung und Durchführung erhielt er den Vaterländischen Verdienstorden in Bronze. Sein Amt musste er 1974 aus gesundheitlichen Gründen niederlegen. Nachfolger wurde Joachim Klapczynski.
Von 1962 bis 1979 war Möckel Vizepräsident des Deutschen Städte- und Gemeindetages.